# Сельское поселение Кактолгинское
Се́льское поселе́ние Кактолгинское — муниципальное образование в Газимуро-Заводском районе Забайкальского края Российской Федерации.
Административный центр — село Кактолга.

## История
Статус и границы сельского поселения установлены Законом Читинской области от 19 мая 2004 года «Об установлении границ, наименований вновь образованных муниципальных образований и наделении их статусом сельского, городского поселения в Читинской области».

## Население
| 2010 | 2011 | 2012 | 2013 | 2014 | 2015 | 2016 |
| ---- | ---- | ---- | ---- | ---- | ---- | ---- |
| 502  | ↘501 | ↘475 | ↗482 | ↘471 | ↘465 | ↘453 |
| 2017 | 2018 | 2019 | 2020 | 2021 |      |      |
| ↘438 | ↘425 | ↘418 | ↗421 | ↗455 |      |      |

## Состав сельского поселения
| № | Населённый пункт | Тип населённого пункта       | Население |
| - | ---------------- | ---------------------------- | --------- |
| 1 | Будюмкан         | село                         | ↘137      |
| 2 | Кактолга         | село, административный центр | ↘282      |
| 3 | Урюпино          | село                         | ↘1        |